# Bubble Gum (De Staat)
Bubble Gum is het zesde album van de Nijmeegse band De Staat en is de opvolger van de live-cd Live in Utrecht uit 2016. Bubble Gum werd uitgebracht in januari 2019. Net als bij hun album O speelt de band met het  thema van de cirkel, wat is de zien in de albumhoes (bestaande uit iets dat het meest gelijkt op een globe) en de videoclip bij het nummer Mona Lisa. Enkele singles werden al voor het uitkomen van het album uitgebracht.
| Nr. | Titel                    | Duur  | Opmerkingen |
| --- | ------------------------ | ----- | ----------- |
| 1   | KITTY KITTY              | 5:55  |             |
| 2   | Fake It Till You Make It | 4:07  |             |
| 3   | Mona Lisa                | 5:08  |             |
| 4   | I'm Out of Your Mind     | 3:11  |             |
| 5   | Pikachu                  | 4:06  |             |
| 6   | Phoenix                  | 4:44  |             |
| 7   | Level Up                 | 4:40  |             |
| 8   | Me Time                  | 4:28  |             |
| 9   | Tie Me Down              | 4:29  | met Luwten  |
| 10  | I Wrote That Code        | 4:30  |             |
| 11  | Luther                   | 6:54  |             |
|     | Totale duur              | 52:24 |             |